# Africada postalveolar sonora
La consonante africada postalveolar sonora es un sonido del habla humana presente en distintas lenguas. En el alfabeto fonético internacional se representa como [d͡ʒ].

## Características
- Su modo de articulación es africado, lo que significa que se produce primero una oclusión, al impedir el paso del aire, y después se deja pasar repentinamente a través de una vía estrecha causando una fricación.
- Su punto de articulación es postalveolar, lo que significa que se articula por un lado con la parte delantera de la lengua sobre la cresta alveolar, y por otro lado con el cuerpo de la lengua que se dobla sobre el paladar.
- Su fonación es sonora, lo que significa que se produce con vibración de las cuerdas vocales.
- Es una consonante oral, lo que significa que el aire se escapa solo por la boca.
- Es una consonante central, lo que significa que se produce dejando el aire pasar por encima de la parte media de la lengua, más que por los lados.

## Ocurrencia
| Idioma             | Idioma                          | Palabra           | AFI                | Significado   | Notas |
| ------------------ | ------------------------------- | ----------------- | ------------------ | ------------- | --- |
| Abjasio            | Abjasio                         | аџыр              | [ad͡ʒər]            | 'steel'       | |
| Adigué             | Adigué                          | джанэ             | [d͡ʒaːna]ⓘ          | 'vestido'     | |
| Alemán             | Estándar                        | Dschungel         | [ˈd͡ʒʊŋəl]          | 'jungla'      | Laminal o apico-laminal y fuertemente labializado. Algunos hablantes pueden fusionarlo con /t͡ʃ/. Véase fonología del alemán.                                                                               |
| Albanés            | Albanés                         | xham              | [d͡ʒam]             | 'vidrio'      | |
| Amhárico           | Amhárico                        | እንጀራ              | [ɨnd͡ʒəra]          | 'injera'      | |
| Árabe              | Estándar moderno                | جَرَس               | [d͡ʒaras]           | 'campana'     | En otros estándares y dialectos, corresponde a ɡ o ʒ. Véase fonología del árabe. |
| Árabe              | Hiyazí                          | جَزْمَة              | [d͡ʒazma]           | 'zapatos'     | Pronunciado como ʒ por algunos hablantes. |
| Armenio            | Armenio oriental                | ջուր              | [d͡ʒuɾ]             | 'agua'        | |
| Armenio            | Armenio occidental              | ճանճ              | [d͡ʒɑnd͡ʒ]           | 'mosca'       | |
| Azerí              | Azerí                           | ağac              | [ɑɣɑd͡ʒ]            | 'árbol'       | |
| Bengalí            | Bengalí                         | জল                | [d͡ʒɔl]             | 'agua'        | Contrasta con la forma aspirada. |
| Búlgaro            | Búlgaro                         | джудже            | [ˈd͡ʒʊd͡ʒɛ]          | 'enano'       | |
| Cabilio            | Cabilio                         | lǧiran            | [id͡ʒiræn]          | 'los vecinos' | |
| Chino              | Dialecto de Quzhou              | 重 / zon          | [d͡ʒõ]              | 'pesado'      | |
| Checo              | Checo                           | léčba             | [lɛːd͡ʒba]          | 'tratamiento' | |
| Copto              | Copto                           | ϫⲉ                | [d͡ʒe]              | 'eso'         | |
| Esperanto          | Esperanto                       | manĝaĵo           | [manˈd͡ʒaʒo̞]        | 'comida'      | Véase fonología del esperanto. |
| Francés            | Francés                         | adjonction        | [ad͡ʒɔ̃ksjɔ̃]         | 'adición'     | Raro. Véase fonología del francés. |
| Georgiano          | Georgiano                       | ჯიბე              | [d͡ʒibɛ]            | 'bolsillo'    | |
| Húngaro            | Húngaro                         | lándzsa           | [laːnd͡ʒɒ]          | 'lanza'       | Raro, principalmente en préstamos. |
| Indonesio          | Indonesio                       | jarak             | [ˈd͡ʒaraʔ]          | 'distancia'   | |
| Indostánico        | Indostánico                     | जाना / جانا         | [d͡ʒäːnäː]          | 'ir'          | Contrastes con la forma aspirada. |
| Inglés             | Inglés                          | jump              | [ˈd͡ʒʌmp]           | 'saltar'      | Véase fonología del inglés. |
| Italiano           | Italiano                        | gemma             | [ˈd͡ʒɛmma]          | 'gema'        | [dʒ] ocurre cuando la letra 'G' está antes de las vocales delanteras [e], [i] y [ɛ], mientras que cuando 'G' está delante de las vocales [o], [a], [u] y [ɔ] el fonema cambia a una oclusiva velar sonora. |
| Kurdo              | Dialecto norteño                | cîger             | [d͡ʒiːˈɡɛɾ]         | 'pulmón'      | |
| Kurdo              | Dialecto central                | جەرگ              | [d͡ʒɛɾg]            | 'hígado'      | |
| Kurdo              | Dialecto sureño                 | جەرگ              | [d͡ʒæɾg]            | 'hígado'      | |
| Limburgués         | Hasselt dialect                 | djèn              | [d͡ʒɛːn²]           | 'Eugenio'     | |
| Lituano            | Lituano                         | džiaugsmingas     | [d͡ʒɛʊɡʲsʲˈmʲɪnɡɐs] | 'alegre'      | |
| Macedonio          | Macedonio                       | џемпер            | [ˈd͡ʒɛmpɛr]         | 'suéter'      | |
| Malayo             | Malayo                          | jahat             | [d͡ʒahat]           | 'mal'         | |
| Manchú             | Manchú                          | ᠵᡠᠸᡝ              | [d͡ʒuwe]            | 'dos'         | |
| Maratí             | Maratí                          | जय                | [d͡ʒəj]             | 'victoria'    | |
| Occitano           | Languedociano                   | jove              | [ˈd͡ʒuβe]           | 'joven'       | |
| Occitano           | Provenzal                       | jove              | [ˈd͡ʒuve]           | 'joven'       | |
| Ojibwa             | Ojibwa                          | ᐄᒋᑭᐌᐦ / iicikiwee | [iːd͡ʒikiwẽːʔ]      | 'hermano'     | |
| Oriya              | Oriya                           | ଜମି/jami           | [d͡ʒɔmi]            | 'tierra'      | Contrasta con la forma aspirada. |
| Pastún             | Pastún                          | جګ                | [d͡ʒeɡ]             | 'alto'        | |
| Persa              | Persa                           | کجا               | [kod͡ʒɒ]            | 'dónde'       | |
| Polaco             | Gmina Istebna                   | dziwny            | [ˈd͡ʒivn̪ɘ]          | 'extraño'     | /ɖ͡ʐ/ y /d͡ʑ/ se fusionan en [d͡ʒ] en esos dialectos. En polaco estándar, /d͡ʒ/ se usa comúnmente para transcribir lo que en realidad es una africada retrofleja sonora.                                       |
| Polaco             | Dialecto de Lubawa              | dziwny            | [ˈd͡ʒivn̪ɘ]          | 'extraño'     | /ɖ͡ʐ/ y /d͡ʑ/ se fusionan en [d͡ʒ] en esos dialectos. En polaco estándar, /d͡ʒ/ se usa comúnmente para transcribir lo que en realidad es una africada retrofleja sonora.                                       |
| Polaco             | Dialecto de Malbork             | dziwny            | [ˈd͡ʒivn̪ɘ]          | 'extraño'     | /ɖ͡ʐ/ y /d͡ʑ/ se fusionan en [d͡ʒ] en esos dialectos. En polaco estándar, /d͡ʒ/ se usa comúnmente para transcribir lo que en realidad es una africada retrofleja sonora.                                       |
| Polaco             | Dialecto de Ostróda             | dziwny            | [ˈd͡ʒivn̪ɘ]          | 'extraño'     | /ɖ͡ʐ/ y /d͡ʑ/ se fusionan en [d͡ʒ] en esos dialectos. En polaco estándar, /d͡ʒ/ se usa comúnmente para transcribir lo que en realidad es una africada retrofleja sonora.                                       |
| Polaco             | Dialecto de Warmia              | dziwny            | [ˈd͡ʒivn̪ɘ]          | 'extraño'     | /ɖ͡ʐ/ y /d͡ʑ/ se fusionan en [d͡ʒ] en esos dialectos. En polaco estándar, /d͡ʒ/ se usa comúnmente para transcribir lo que en realidad es una africada retrofleja sonora.                                       |
| Portugués          | Mayoría de dialectos brasileños | grande            | [ˈɡɾɐ̃d͡ʒi]          | 'grande'      | Alófono de Archivo de audio "d" no encontrado antes de /i, ĩ/(incluso cuando la vocal está eludida) y otras instancias de [i] (por ejemplo, epéntesis), sonido marginal de lo contrario.                   |
| Portugués          | Mayoría de dialectos            | jambalaya         | [d͡ʒɐ̃bɐˈlajɐ]       | 'jambalaya'   | En variación libre con ʒ en algunos préstamos recientes. |
| Rumano             | Rumano                          | ger               | [ˈd͡ʒɛ̝r]            | 'helada'      | Véase fonología del rumano. |
| Gaélico escocés    | Gaélico escocés                 | Dia               | [d͡ʒia]             | 'dios'        | |
| Idioma serbocroata | Algunos hablantes               | џем / džem        | [d͡ʒê̞m]             | 'mermelada'   | Puede ser una africada retrofleja sonora en su lugar, dependiendo del dialecto. |
| Somalí             | Somalí                          | joog              | [d͡ʒoːɡ]            | 'para'        | |
| Tagalo             | Tagalo                          | diyan             | [d͡ʒän]             | 'allí'        | Se utiliza para pronunciar los multígrafos ⟨dy⟩ y ⟨diy⟩ en palabras nativas y ⟨j⟩ en palabras prestadas fuera del español.                                                                                 |
| Turco              | Turco                           | acı               | [äˈd͡ʒɯ]            | 'dolor'       | Véase fonología del turco. |
| Turcomano          | Turcomano                       | jar               | [d͡ʒär]             | 'barranco'    | |
| Tyap               | Tyap                            | jem               | [d͡ʒem]             | 'hipopótamo'  | |
| Ucraniano          | Ucraniano                       | джерело           | [d͡ʒɛrɛˈlɔ]         | 'fuente'      | |
| Uigur              | Uigur                           | جوزا              | [d͡ʒozɑ]            | 'escritorio'  | |
| Frisón occidental  | Frisón occidental               | siedzje           | [ˈʃɪd͡ʒə]           | 'sembrar'     | |
| Yidis              | Yidis                           | דזשוכע            | [d͡ʒʊxə]            | 'insecto'     | |
| Zapoteca           | Zapoteca                        | dxan              | [d͡ʒaŋ]             | 'Dios'        | |

## El fonema /d͡ʒ/ en español
- En el español bogotano moderno y yeísta se pronuncian la «ll» e «y» como /d͡ʒ/, por ejemplo, "llave" ['d͡ʒa.be]